# جراح‌ماهی حلقه‌دم
جراح‌ماهی حلقه‌دم (نام علمی: Acanthurus blochii) نام یک گونه از سرده جراح‌ماهی است.این گونه ماهی یک گونه از ماهیان مرجانی از خانواده جراح ماهیان است. این ماهی می‌تواند تا ۴۵ سانتی‌متر رشد کند.